# Geloftedag

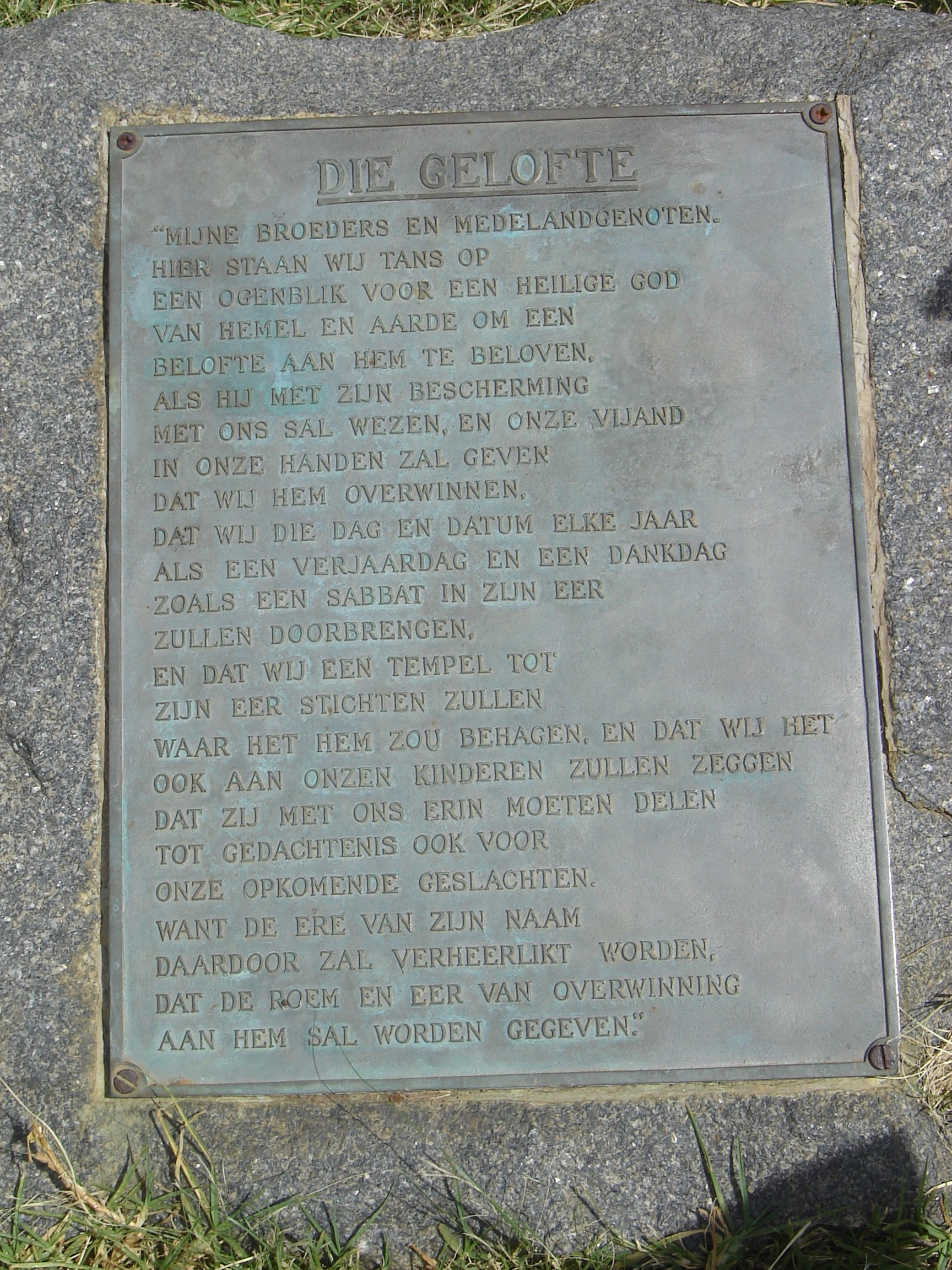
Een plaquette met de Nederlandstalige gelofte bij Bloedrivier.

Geloftedag of Dingaansdag was een religieuze nationale feestdag van Zuid-Afrika die in 1994 vervangen werd door Verzoeningsdag en nog door sommige Afrikaners wordt gevierd. De feestdag vond plaats op 16 december.

## Oorsprong
Geloftedag herinnert aan de overwinning van de Voortrekkers op de Zoeloes met de Slag bij Bloedrivier op 16 december 1838. Vóór de slag sloten de Voortrekkers een zogenaamd pact met God, waarin ze in ruil voor een overwinning de dag voorgoed zouden vieren als sabbat. De Zoeloes werden vernietigend verslagen, waarna de Voortrekkers zich aan hun gelofte hielden.
Op 3 juni 1865 werd Geloftedag, die in de vergetelheid dreigde te raken, na aandringen van ds. Frans Lion Cachet door de Uitvoerende Raad van de Zuid-Afrikaansche Republiek officieel als openbare vakantiedag ingevoerd.

## De gelofte
De originele gelofte van Bloedrivier werd uitgesproken door Sarel Cilliers, en zou volgens een latere weergave van Cilliers als volgt zijn gegaan:

Mijne broeders en medelandgenoten, hier staan wij tans op een ogenblik voor een heilige God van hemel en aarde om een belofte aan Hem te beloven, als Hij met Zijn bescherming met ons zal wezen, en onze vijand in onze handen zal geven dat wij hem overwinnen, dat wij die dag en datum elk jaar als een verjaardag en een dankdag zoals een Sabbat in Zijn eer zal doorbrengen, en dat wij een tempel tot Zijn eer stichten zal, waar het Hem zou behagen, en dat wij het ook aan onze kinderen zal zeggen, dat zij met ons erin moeten delen, tot gedachtenis ook voor onze opkomende geslachten. Want de ere van zijn naam daardoor zal verheerlijkt worden, dat de roem en eer van overwinning aan Hem zal worden gegeven.

## Tegenwoordig
De eerste regering van het Afrikaans Nationaal Congres (ANC) in 1994 verving de feestdag met de Verzoeningsdag. De dag wordt echter nog altijd gevierd door Afrikanernationalisten.